# Tectura
Tectura is een geslacht van weekdieren uit de klasse van de Gastropoda (slakken).

## Soorten
- Tectura depicta (Hinds, 1842)
- Tectura paleacea (Gould, 1853)
- Tectura rosacea (Carpenter, 1864)
- Tectura tenera (C. B. Adams, 1845)
- Tectura virginea (O. F. Müller, 1776)